# Герб Кузьмівки (Сарненський район)
Герб Кузьмівки — офіційний символ села Кузьмівка, Сарненського району Рівненської області, затверджений 28 січня 1998 р. рішенням сесії Кузьмівської сільської ради. 
Автори — А. Гречило та Ю. Терлецький.

## Опис герба
У  синьому полі летить золотий бекас.

## Значення символів
Бекас відображає особливості місцевої фауни.
Щит увінчано червоною міською короною, що вказує на село, яке давніше було містечком.